# Пушан
Пу́шан (санскр. पूषन्, IAST: Pūṣan) — в индуистской мифологии божество, связанное с солнцем, плодородием, путём.
О солярной природе Пушана в «Ригведе» свидетельствует то, что он находится на небе, постоянно движется, может наблюдать за всеми существами. В числе атрибутов этого бога называются золотой топор, шило, колесница, запряжённая козлами. Он плавает на золотом корабле в небесном море (РВ VI, 58, 3). В сюжетах Пушан также связан с Солнцем, так как он женится на дочери светила, является послом солнечного бога Сурьи. Вторая черта Пушана — отношение к пути — проявляется в том, что он выступает как повелитель пути, охранитель дорог, знает пути истины и богатства, провожает умерших по пути в царство Ямы (отсюда связь с последним), также в ритуале Пушан ведёт жертвенную лошадь к месту жертвоприношения. Кроме того, Пушан приносит пищу, успех, сокровища, даёт убежище, хранит скот и сам выступает как пастух всего сущего. Покровитель поэтов (РВ II, 40, 6), в то же время он играет роль друга всех богов.
После Вед роль Пушана становится менее значительной, его имя появляется всё реже и реже. Он включается в группу Адитьев и участвует в мифе о жертвоприношении Дакши, в котором рассказывается, как Шива, неприглашённый Дакшей, в гневе наносит увечья богам, в частности, он выбивает зубы Пушану. Также божество связано с Ашвинами и Праджапати, которые выступают как его отцы, он старше Парджаньи. Пушан вместе с Бхагой и Савитаром выступает как союзник Индры в его битве с Кришной и Арджуной.